# Nezanechat stopy
Nezanechat stopy (polsky Żeby nie było śladów) je polský dramatický film z roku 2021, režírovaný Janem P. Matuszyńským a natočený v koprodukci s Českou republikou a Francií. Jeho děj, inspirovaný skutečnými událostmi, se odehrává v Polsku v 80. letech 20. století, námětem je bezdůvodné zabití studenta Grzegorze Przemyka bezpečnostními složkami a následná snaha domoci se spravedlnosti, která se dostává do konfliktu se zájmy komunistického režimu.

## Děj
Při rutinní kontrole jsou ve Varšavě kvůli nepředložení dokladů zadrženi dva studenti, Jurek Popiel a Grzegorz Przemyk, syn disidentky a básnířky Barbary Sadowské. Na služebně je Przemyk brutálně zmlácen a poté převezen sanitáři do nemocnice, kde má být umístěn na psychiatrické oddělení. Sadowská si vynutí, aby se syn vrátil domů, zakrátko však musí kvůli zdravotním problémům do nemocnice a při operaci na následky poškození vnitřních orgánů umírá.
Sadowská se svými přáteli započne soudní proces, v němž má být klíčovou osobou Popiel, jenž může dosvědčit spáchané násilí. Případ vzbudí ohlas v polské společnosti i v zahraničí a stát se na pokyn z nejvyšších míst rozhodne proces zmanipulovat. Na jednom ze sanitářů vynutí přiznání, že za smrt Przemyka může on, a nátlakem na Popielovy rodiče se snaží přimět Popiela k tomu, aby nesvědčil. Jejich úsilí nevede k úspěchu, při soudu Popiel znovu označí pachatele, přesto proces skončí odsouzením sanitářů a osvobozením skutečným viníků.

## Obsazení
| Mateusz Górski   | Grzegorz Przemyk |
| Tomasz Ziętek    | Jurek Popiel     |
| Sandra Korzeniak | Barbara Sadowska |
| Jacek Braciak    | Tadeusz Popiel   |
| Tomasz Kot       | Kowalczyk        |

## Námět
Předlohou filmu se stala kniha novináře Cezaryho Łazarewicze, jenž popsal okolnosti smrti Grzegorze Przemyka, ke které došlo ve Varšavě v květnu 1983 a která vzbudila obrovský společenský ohlas, a to i díky angažovanosti kněze Jerzyho Popiełuszka.

## Produkce
Tvorba filmu byly koprodukována Českou televizí a byl podpořen českým Státním fondem kinematografie.

## Ocenění
- Film byl nominován na Zlatého lva na 78. Benátském filmovém festivalu, kde měl světovou premiéru[1].
- Za polskou kinematografii byl vybrán do soutěže o Oscara za nejlepší cizojazyčný film.
- Od Českého filmového a televizního svazu obdržel hlavní cenu Trilobit za rok 2022.[3]